# Du monde tout autour
Albums de Louise Attaque
À plus tard crocodile
(2005) Anomalie
(2016)
Singles
1. Du monde tout autour
Sortie : 29 août 2011

Du monde tout autour est le premier album compilation du groupe Louise Attaque sorti le 24 octobre 2011 chez Barclay. Il contient une chanson originale lui donnant son titre, Du monde tout autour, composée pour l'occasion et parue deux mois auparavant. Un autre inédit, Snark, a été enregistré en 1998 lors des débuts du groupe.

## Liste des titres de l'album
| No  | Titre                           | Extrait de l'album    | Durée |
| --- | ------------------------------- | --------------------- | ----- |
| 1.  | Du monde tout autour            | inédit                | 3:02  |
| 2.  | Ton invitation                  | Louise Attaque        | 2:40  |
| 3.  | Si l'on marchait jusqu'à demain | À plus tard crocodile | 3:46  |
| 4.  | J't'emmène au vent              | Louise Attaque        | 3:04  |
| 5.  | L'Intranquillité                | Comme on a dit        | 3:48  |
| 6.  | Si c'était hier                 | À plus tard crocodile | 4:30  |
| 7.  | Savoir                          | Louise Attaque        | 1:46  |
| 8.  | Léa                             | Louise Attaque        | 3:17  |
| 9.  | Tu dis rien                     | Comme on a dit        | 2:22  |
| 10. | Depuis toujours                 | À plus tard crocodile | 3:22  |
| 11. | Les Nuits parisiennes           | Louise Attaque        | 2:31  |
| 12. | Sean Penn, Mitchum              | À plus tard crocodile | 5:42  |
| 13. | La Plume (avec Françoiz Breut)  | Comme on a dit        | 3:56  |
| 14. | Amours                          | Louise Attaque        | 1:57  |
| 15. | Est-ce que tu m'aimes encore ?  | À plus tard crocodile | 2:58  |
| 16. | Du nord au sud                  | Comme on a dit        | 4:59  |
| 17. | Snark                           | inédit                | 3:35  |

## Classements
| Pays          | Meilleure position |
| ------------- | ------------------ |
| France        | 6                  |
| Belgique (fr) | 4                  |
| Suisse        | 91                 |